# 山本梅史
山本 梅史（やまもと ばいし、1886年（明治19年）12月12日 - 1938年（昭和13年）7月24日）は、明治時代から昭和時代前期にかけての俳人。本名は徳太郎（とくたろう）、大阪府堺市櫛屋町東の生れ。梅沢墨水、安藤橡面坊、高浜虚子に師事。

## 略歴
幼時より利発で温順、神童の名が高かった。7歳のときに父と死別し、以後、祖父と母の手で育てられた。堺市熊野尋常小学校を卒業後、堺高等学校に入学する。14歳のころから茶道と俳諧を習う（雅号：雪窓庵梅史）。
また「文庫」に新体詩を、「新星」に短歌を投稿する。地元新聞の記者を経て、1911年（明治44年）に「堺日報」を創刊する。1916年（大正5年）紙上に「白鳥俳壇」という俳句欄を設け、その選句にあたる。1917年（大正6年）、堺に高浜虚子を迎えて歓迎句会を開き、関西ホトトギス派の結集の機運を作る。
以後「同人」や「山茶花」に参加し、1926年（大正15年）に「ホトトギス (雑誌)」同人となる。同年野村泊月の推薦により「九年母」の選者を引き継いだがのちに辞し、1928年（昭和3年）「いづみ」を創刊主宰した。
句集に『梅史句集』（素人社書屋）。没後、全句集として『梅史句集』私家版（1940年（昭和15年）9月）が刊行された。虚子は「梅史もまた作家であった」と序文を寄せている。
代表句に「ひとときの時雨先立つ御幸かな」などがあり、堺市の開口神社には「風鈴や見馴れたれども淡路島」の句碑が立つ。
俳句以外には、『堺音頭』（作曲：佐藤吉吾郎・編曲：北木正義・唄：楠木繁夫・小唄勝太郎）や『新堺音頭』（作曲：細田義勝、唄：花村菊江・山中ひろし）の作詞を手がけた。

## 弟子
- 森川暁水など